# Spazio vitale

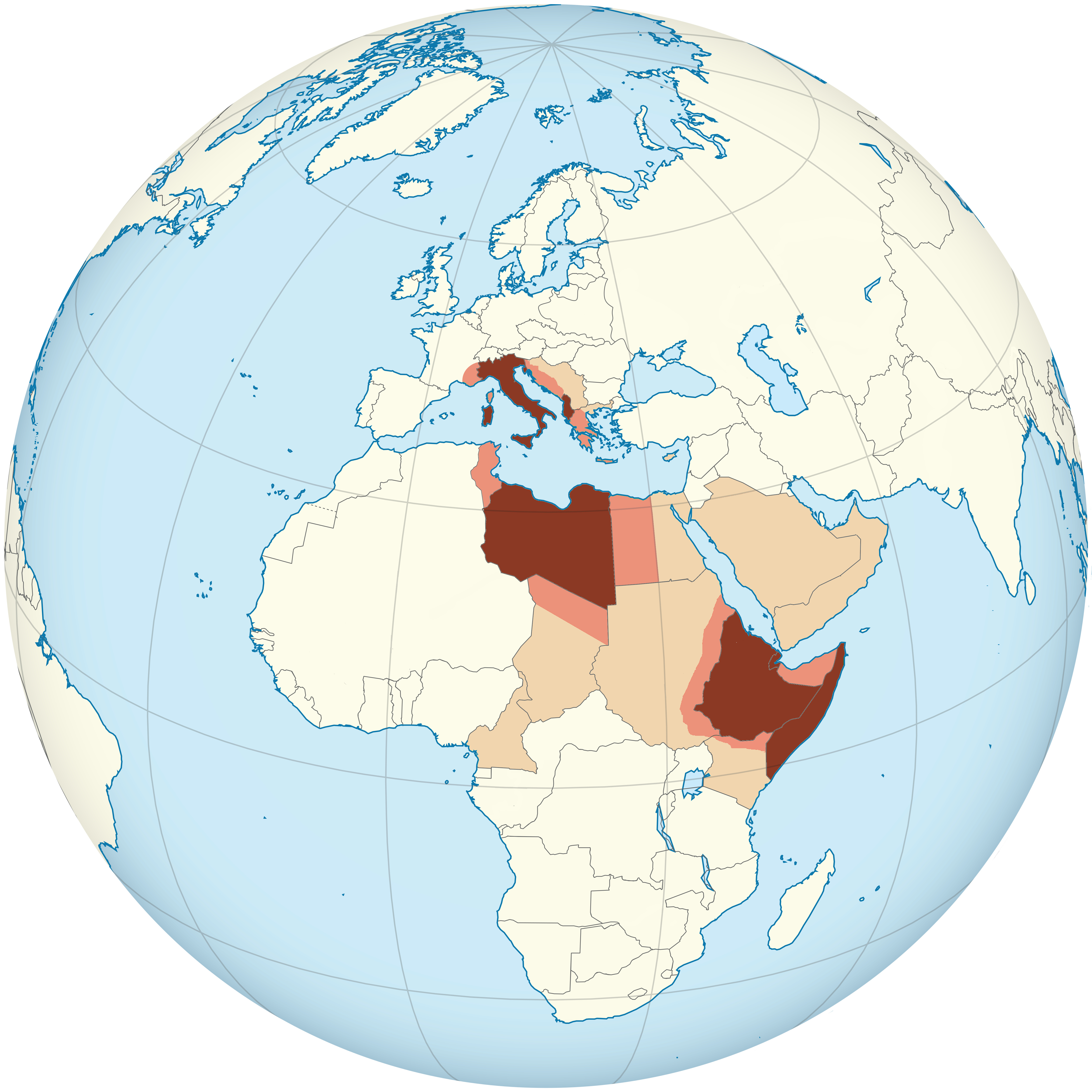
Imperio italiano, que se materializaría con las políticas del spazio vitale. En rojo claro los territorios de la proyectada Italia imperial.

El espacio vital italiano (en italiano: Spazio vitale) fue el concepto expansionista territorial del fascismo en Italia. Se definió en términos universales como: 

La parte del mundo sobre la cual se extienden los requisitos vitales o el impulso expansivo de un estado con una fuerte organización unitaria que busca satisfacer sus necesidades expandiéndose más allá de sus fronteras nacionales.

 Era análogo y coetáneo al concepto del «espacio vital alemán» o lebensraum del Partido Nacionalsocialista.
La extensión territorial del «espacio vital» italiano era cubrir el Mediterráneo en su conjunto (Mare Nostrum) y el norte de África desde el océano Atlántico hasta el océano Índico. Debía dividirse en piccolo spazio («espacio pequeño»), que debía ser habitado solo por italianos, y el gran spazio («espacio grande») habitado por otras naciones para estar bajo la esfera de influencia italiana. Las naciones en el gran spazio estarían sujetas al gobierno y la protección italianos, pero debían mantener sus propios idiomas y culturas. El ideólogo fascista Giuseppe Bottai comparó esta misión histórica con los hechos de los romanos antiguos, afirmando que los nuevos italianos «iluminarán el mundo con su arte, lo educarán con su conocimiento y darán una estructura robusta a sus nuevos territorios con su técnica y habilidad administrativa».

## Características ideológicas

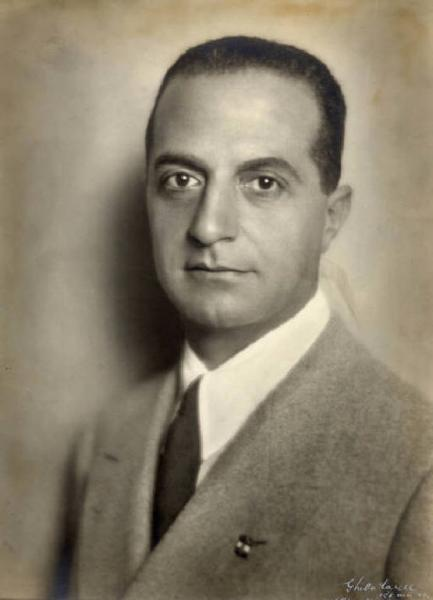
Para el ideólogo fascista Giuseppe Bottai, el espacio vital italiano justificó el colonialismo de su país en Europa y África.

En la filosofía política del fascismo italiano, el concepto de spazio vitale, que justificaba la expansión colonial de Italia, correspondía al concepto de lebensraum de los nacionalsocialistas en Alemania. Sin embargo, el imperialismo colonial inherente al «espacio vital» propuesto por Benito Mussolini no requirió el genocidio de las naciones subyugadas, sino que presentó a la raza italiana como «custodio y portadora de una civilización superior».
Como tal, el propósito ideológico del «espacio vital» italiano incluyó la exportación del fascismo revolucionario para reemplazar los sistemas políticos nativos con el fin de «civilizar» a los pueblos conquistados en colonias de la Italia fascista.
El ideólogo fascista Giuseppe Bottai dijo que la misión histórica del spazio vitale era como la de la Antigua Roma (753 aC - 476 dC), y que la Nueva Roma, el Imperio italiano, «iluminaría el mundo con su arte, lo educaría con su conocimiento, y dar estructura robusta a sus nuevos territorios con su técnica administrativa y capacidad». Una vez bajo el dominio y dominación romanos, los pueblos subyugados tendrían permitido retener sus lenguas y culturas nativas dentro del Imperio italiano.
El régimen fascista declaró que el logro del «espacio vital» de Italia se dividiría en tres etapas: a corto plazo, a medio plazo y a largo plazo. El cronograma para su logro se aceleró debido al estallido de la Segunda Guerra Mundial.

## En Europa
En Europa, el «espacio vital» de Italia debía incluir el sureste de Europa. Los planes a corto plazo de Italia implicaron la expansión de su gran spazio en el sureste de Europa, que incluiría a varias naciones. En 1941, Italia definió estos planes. Croacia y Bosnia y Herzegovina fueron valiosos para Italia debido a sus reservas de madera, rebaños de ganado y sus ricos depósitos de: carbón, lignito, hierro, cobre, cromo, manganeso, piritas, antimonio y mercurio. Serbia, al ser territorialmente «reducida a sus proporciones efectivas», estaría dentro del spazio vitale por su riqueza mineral, y en particular sus depósitos de cobre en Bor. Bulgaria se incorporaría al spazio vitale en el Mediterráneo una vez que adquiriera su salida «legítima» al mar Egeo, y sería un importante socio comercial con Italia debido a su producción de colza y soja, producción de vino y depósitos de cromo. Se incluiría a Grecia, en la que Italia ayudaría a desarrollar los recursos naturales de Grecia y desarrollaría una industria siderúrgica que no se había logrado, en la que Grecia se beneficiaría del comercio con Italia, e Italia a su vez obtendría acceso a estos recursos.
Hungría fue de interés para ser incluida debido a: sus puertos fluviales, el turismo, la producción a gran escala de maquinaria agrícola, productos eléctricos, productos farmacéuticos y madera. Rumania fue un blanco de las ambiciones de Italia que se incluyeron en los planes promovidos por Mussolini y el Jefe del Estado Mayor de Italia, Alberto Pariani. En 1939, Pariani declaró que la intervención militar apoyada por Italia en Rumanía daría lugar a que Rumanía cediera Transilvania a Hungría y el sur de Dobruja a Bulgaria. Pariani, en discusión con funcionarios húngaros, repitió los argumentos de Mussolini de que el ejército italiano podría intervenir militarmente contra Yugoslavia y cruzar su territorio para apoderarse de los campos petroleros de Rumanía y evitar un avance soviético hacia los Balcanes.

## En África
En África, el «espacio vital» italiano debía incluir grandes territorios en el norte y este de África. El régimen fascista utilizó el precedente del control histórico romano del territorio y consideró a la Italia moderna como el heredero del Imperio Romano, para reclamar tierras en el norte de África. La costa septentrional de África se consideraba de importancia estratégica para la ambición fascista de Mare Nostrum de permitir que Italia dominase y controlase el mar Mediterráneo.
El régimen fascista enfatizó la importancia estratégica de la conexión política y económica de Europa con África, y en ocasiones se refirió a los dos continentes al unísono como Eurafrica. Como parte de esta posición, el régimen produjo mapas que muestran hipotéticas líneas ferroviarias y redes hidroeléctricas que se extendiesen desde África hasta Italia a través de la colonia italiana de Libia como propuestas para integrar más estrechamente las posesiones africanas de Italia con la propia Italia.